# デニス・ボイコ
デニス・オレクサンドロヴィチ・ボイコ（Denys Oleksandrovych Boyko、ウクライナ語: Денис Олександрович Бойко、1988年1月29日 - ）は、ウクライナ・キーウ出身のプロサッカー選手。ウクライナ代表。FCディナモ・キーウ所属。ポジションは、ゴールキーパー。

## クラブ経歴
地元クラブのFCディナモ・キーウでキャリアをスタート。2010年5月9日のFCメタルルフ・ザポリージャ戦でトップチームデビュー。

### ドニプロ
UEFAヨーロッパリーグ 2014-15では決勝戦を含む18試合に出場した。

### ベシクタシュ
2016年1月21日、ベシクタシュJKに移籍。移籍金は330万ユーロで契約は4年。2016年8月31日、マラガCFに1年間期限付き移籍。

## 代表歴
2014年11月18日のリトアニア代表との親善試合で初キャップ。

## 個人成績
2016年5月18日現在.
| クラブ         | シーズン     | リーグ | リーグ | カップ | カップ | その他 | その他 | 国際大会 | 国際大会 | 合計 | 合計 |
| クラブ         | シーズン     | 出場   | 得点   | 出場   | 得点   | 出場   | 得点   | 出場     | 得点     | 出場 | 得点 |
| -------------- | ------------ | ------ | ------ | ------ | ------ | ------ | ------ | -------- | -------- | ---- | ---- |
| ベシクタシュJK | 2015–16      | 3      | 0      | 2      | 0      | 0      | 0      | 0        | 0        | 5    | 0    |
| ベシクタシュJK | Total        | 3      | 0      | 2      | 0      | 0      | 0      | 0        | 0        | 5    | 0    |
| キャリア合計   | キャリア合計 | 3      | 0      | 2      | 0      | 0      | 0      | 0        | 0        | 5    | 0    |

## タイトル
ドニプロ
- UEFAヨーロッパリーグ: 準優勝 (2014–15)

ベシクタシュ
- スュペル・リグ: 2015–16

ディナモ・キーウ
- ウクライナ・スーパーカップ: 2018, 2019, 2020
- ウクライナ・プレミアリーグ: 2020–21
- ウクライナ・カップ: 2019–20, 2020–21